# Levity
Levity è un film del 2003, diretto da Ed Solomon.

## Trama
Manual Jordan, dopo quasi 23 anni di prigione per l'omicidio di un adolescente di nome Abner Easley durante un tentativo di rapina, viene rilasciato per buona condotta. L'uomo, pentito, era contrario alla propria scarcerazione, e decide di fare ritorno nella sua città natale in cerca di riscatto e redenzione. Qui viene reintegrato nella società civile eseguendo umili lavori e compiendo gesti di solidarietà, grazie all'aiuto del predicatore Miles Evans.